# Той, хто читає думки
«Той, хто чита́є думки́» (англ. The Listener) — канадський телесеріал каналу CTV, у головній ролі — Крейг Олійник, канадський актор українського походження. Прем'єра відбулася 3 березня 2009 року на каналі Fox, а 3 червня серіал стартував у Канаді на телеканалі CTV. В Україні серіал почав показуватись 11 липня 2014 року на каналі НТН.

## Сюжет

### Сезон 1 (2009)
Тобі Логанові (Крейг Олійник) 28 років, він парамедик і вміє читати думки інших людей. Він ніколи не знав свого батька й виріс у прийомних сім'ях. До цього моменту він нікому не казав про свій дар, за винятком доктора Рея Мерсера (Колм Фіорі). Коли Тобі патрулює Торонто зі своїм напарником Озом (Енніс Есмер), він починає користуватися своїм даром, допомагати людям у тяжких ситуаціях і розкривати злочини. За допомогою детектива Чарлі Маркс (Ліза Маркос) і своєї подруги доктора Олівії Фосетт (Мілен Дін-Робік), із якою він то збігається, то розбігається, Тобі розуміє, що його призначення допомагати іншим.

### Сезон 2 (2011)
17 листопада 2009 року «Той, хто читає думки» був продовжений на другий сезон. Минуло півтора року після смерті Чарлі, Тобі продовжує працювати зі своїм напарником Озом, але в поліцейських розслідуваннях більше участі не бере. Після надання допомоги у справі з роботою під прикриттям для Об'єднаного управління розслідувань (спеціального підрозділу Королівської канадської кінної поліції), Тобі відкриває свій секрет сержантові Мішель МакКласкі (Лоурен Лі Сміт). Попри початковий скептицизм, вона розуміє, що здібності Тобі можуть бути секретною зброєю їхньої команди. Тобі до Мішель та іншим членам ОУР, щоб допомогти вирішити деякі з найскладніших і гучних справ, починаючи з підозрілих убивств у справі про торгівлю зброєю. Проте платнею за такий дар є емоційна й фізична шкода, що її завдає читання думок деяких злочинців. Саме старе кохання Тобі до доктора Олівії Фосетт допомагає йому впоратися з проблемами.

### Сезон 3 (2012)
Серіал був продовжений на третій сезон 1 червня 2011 року. У третьому сезоні Тобі, сержант Мішель МакКласкі й Дев Кларк (Рейнбоу Сан Френкс) ввійшли до особливого відділу Об'єднаного Управління Розслідувань (ОУР). Тобі продовжує на півставки працювати парамедиком. Оз, попри труднощі, будує стосунки із Сенді (Тара Спенсер-Нейрн). Через епідемію в лікарні помирає Олівія. Мішель підставляють і намагаються зняти з розслідувань.

### Сезон 4 (2013)
Канал оголосив про замовлення продовження серіалу на четвертий сезон 25 липня 2012 року. ОУР безперервно працює. Мішель з чоловіком Адамом ( Крістен Холден-Рід) замислюються про дитину. Тобі випадково вбиває підозрюваного, розповідає Тії (Мелані Скорфано) про своє дарі. Оз починає жити з Сенді.

### Сезон 5 (2014)
7 жовтня 2013 року CTV продовжив телесеріал на п'ятий сезон. П'ятий сезон став для серіалу фінальним.

## У ролях
| Роль                          | Актор                | Як головний персонаж (сезон.серія) | Як другорядний персонаж (сезон.серія) |
| ----------------------------- | -------------------- | ---------------------------------- | ------------------------------------- |
| Тобі Логан                    | Крейг Олійник        | 1.01–5.13                          |                                       |
| Дететектив Чарлі Маркс        | Ліза Маркос          | 1.01–1.13                          |                                       |
| Осман «Оз» Бей                | Енніс Есмер          | 1.01–5.13                          |                                       |
| Дококтор Олівія Фосетт        | Мілен Дін-Робік      | 1.01–3.10                          |                                       |
| Детектив-сержант Брайан Бекер | Ентоні Лемке         | 1.01–1.13, 5.02–5.13               |                                       |
| Джордж Райдер                 | Арнольд Піннок       | 1.01–3.12                          |                                       |
| Доктор Рея Мерсера            | Колм Фіорі           | 1.01–1.13                          |                                       |
| Сержант Мішель МакКласкі      | Лоурен Лі Сміт       | 2.01–5.13                          |                                       |
| Капрал Дев Кларк              | Рейнбоу Сан Френкс   | 2.01–5.13                          |                                       |
| Елвін Клейн                   | Пітер Стеббінгс      | 2.01–5.01                          |                                       |
| Тія Трімблей                  | Мелані Скорфано      | 4.01–5.12                          | 3.09, 3.11, 3.13                      |
| Медсестра Сенді               | Тара Спенсер-Нейрн   |                                    | 2.01–5.02                             |
| Майя, мати Тобі               | Лара Джін Чоростецкі |                                    | 1.01–1.13                             |
| Малий Тобі                    | Джон Флемінг         |                                    | 1.01–1.13                             |
| Адам Рейнолдс                 | Крістен Голден-Рід   |                                    | 2.07–5.04                             |

## Створення
Серіал випускає компанія Shaftesbury Films спільно із CTV і Space і був створений Майклом Амо. Режисером пілотного епізоду став Клемент Вірго. Створення першого сезону почалося навесні 2008 року, а другого — у вересні 2010 року й закінчилось у лютому 2011 року. Разом із затримкою другого сезону відбулися певні зміни. Команда сценаристів була повністю змінена, Майкла Амо й Денніса Гітона заступили сценаристи Джейсон Шерман і Віл Змак.

## Прийом критиків
В Італії аудиторія не тільки з часом виросла в середньому на 470 %, але за даними дослідницької компанії Auditel/AGB, він став другим найпопулярнішим шоу Fox.
У США канал NBC зняв шоу з ефіру після низького рейтингу дев'ятого епізоду 23 липня 2009 року.

## Трансляція
Прем'єра серіалу відбулася на міжнародних каналах Fox в березні 2009 року одночасно на більш ніж 180 територіях, що робить її першою в історії глобальною прем'єрою. 3 червня 2009 року відбулася прем'єра в Канаді на каналі CTV й день по тому, 4 березня, в США на телеканалі NBC.

## Реліз на DVD
Перший сезон вийшов на DVD в регіоні один в Великій Британії 13 вересня 2010 року. Дати релізів інших сезонів ще не оголошені.

## Виноски
1. ↑  НТН почне показ фантастичного детективного серіалу «Той, хто читає думки». Детектор медіа. 5 серпня 2014.
2. ↑  Foggy Notion. The Listener. Сезон 1. Епізод 6. 7 квітня 2009.
3. ↑  Harris, Bill (17 листопада 2009). 'The Listener' gets renewed Columnists Opinion Toronto Sun. Toronto Sun. Архів оригіналу за 14 жовтня 2013. Процитовано 1 червня 2013. [Архівовано 2013-10-14 у Wayback Machine.]
4. ↑  The Listener - News - Season 2 of 'The Listener' returns Feb. 8 on CTV - CTV. CTV. 28 січня 2011. Архів оригіналу за червень 15, 2012. Процитовано 1 червня 2013. [Архівовано 2012-06-15 у Wayback Machine.]
5. ↑  The Listener - Shows. FXUK.com. 12 жовтня 2009. Архів оригіналу за 14 вересня 2012. Процитовано 2 березня 2011.
6. ↑  Flashpoint - News - New seasons ordered for 'Flashpoint', 'The Listener' and 'The Borgias' - CTV. CTV. 1 червня 2011. Архів оригіналу за 6 червня 2013. Процитовано 1 червня 2013. [Архівовано 2013-06-06 у Wayback Machine.]
7. ↑  The Listener - News - A 'Flashpoint' crossover and the death of a major character in store on Season 3 of 'The Listener' - CTV. CTV. 2 травня 2012. Архів оригіналу за 21 жовтня 2013. Процитовано 1 червня 2013. [Архівовано 2013-10-21 у Wayback Machine.]
8. ↑  THE LISTENER Returns for Season 4, May 29 on CTV TELEVISION. Press + 1. 8 травня 2013. Процитовано 1 червня 2013.[недоступне посилання з травня 2019]
9. ↑  The Listener - News - 'The Listener' and 'Saving Hope' renewed for new seasons- CTV. CTV. 25 липня 2012. Архів оригіналу за 10 липня 2013. Процитовано 14 червня 2013. [Архівовано 2013-07-10 у Wayback Machine.]
10. ↑  The Listener - News 'The Listener renewed for Season 5; challenges ahead for Toby Logan - CTV. CTV. 10 жовтня 2013. Архів оригіналу за 9 жовтня 2013. Процитовано 14 жовтня 2013. [Архівовано 2013-10-09 у Wayback Machine.]
11. ↑  NBC picks up "The Listener" - CTV's original drama series from Shaftesbury Films. The Futon Critic. 1 лютого 2008.
12. ↑  Sep 22 2010. The Listener starts production on Season 2 | TV, eh?. Tv-eh.com. Архів оригіналу за 14 вересня 2012. Процитовано 2 березня 2011.
13. ↑  Whiteman, Bobby (11 березня 2009). Global audiences love 'The Listener'. Variety. Архів оригіналу за 16 березня 2009. Процитовано 31 березня 2009.
14. ↑  Schneider, Michael (15 липня 2009). NBC Tuning out 'The Listener'. Variety. Процитовано 15 липня 2009. [Архівовано 2012-09-18 у Archive.is]
15. ↑  The Listener - Season 1 (DVD). amazon.co.uk. Архів оригіналу за 14 вересня 2012. Процитовано 28 березня 2011.